# Maschinenfabrik Otto Kaiser

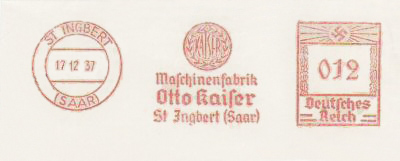
Freistempler Maschinenfabrik Otto Kaiser, St. Ingbert aus dem Jahre 1937

Die Otto Kaiser Maschinenfabrik KG war ein früher deutscher Mischanlagen- und Turmdrehkran-Hersteller aus St. Ingbert, mit Produktionsstätten in St. Ingbert und von 1938 bis 1974 zudem in Lahnstein.

## Geschichte
Die bereits 1846 – also 15 Jahre nach der Stadtwerdung St. Ingberts – gegründete Firma hieß zunächst „Voß, Lamarche und Co.“ und gilt als die erste Maschinenfabrik der damals 5000 Einwohner zählenden Stadt. Drei Jahre später firmierte man nach einem Gesellschafterwechsel „Weyland, Lamarche und Co.“, ab 1866 „Weyland, Meuth und Co.“. Neben Maschinen verschiedener Art produzierte man Pumpen, gusseiserne Grabkreuze, Transmissionen, Fördergeräte, Dampfkessel und Dampfmaschinen. Nach einem weiteren Besitzerwechsel 1899 nannte man sich „Rheinpfälzische Eisenindustrie GmbH St. Ingbert“ und beschäftigte sich laut Handelsregister mit der Produktion von Eisenkonstruktionen aller Art sowie mit Kunstschmiedearbeiten, Gittern und Baubeschlägen.
Ab 1906 trat Otto Kaiser als Ingenieur in das Unternehmen ein und investierte sein gesamtes Vermögen. Eine zwei Jahre später drohende Insolvenz veranlasste Kaisers Schwager, den Justiziar Richard Schlaudecker, am 6. Oktober 1908 zusammen mit Kaiser das Unternehmen auf sich übertragen zu lassen. Etwa 40 Mitarbeiter arbeiteten jetzt bei der „Rheinpfälzischen Eisenindustrie, Inhaber Kaiser und Schlaudecker, St. Ingbert“. Nach dem Tod sowohl Schlaudeckers als auch seiner Witwe wurde das Unternehmen am 22. Februar 1927 in „Maschinenfabrik Otto Kaiser“ umbenannt, das 50 Jahre lang Bestand haben sollte.
Das 1908 beim Kaiserlichen Patentamt angemeldete Patent auf den Freifallmischer, bei dem in optimaler Anordnung die Schaufeln in einer rotierenden Trommel das Mischgut heben und wieder fallen lassen, brachte den erhofften Aufschwung im Unternehmen. Der in den 1930er Jahren einsetzende Bauboom – vor allem beim Straßen- und Bunkerbau – verschaffte den Produkten den Einsatz im ganzen Deutschen Reich. Ab 1940 kam der europaweit erste Transportmischer mit einer Kapazität von zunächst 3,5 Kubikmetern auf den Markt, der das fertige Mischgut über die Straße an jede Baustelle liefern konnte, für den Hoch- und Tiefbau eine revolutionäre Entwicklung. In den frühen 1960er Jahren kam das 5,5-Kubikmeter-, ab etwa 1980 das 10-Kubikmeter-Modell hinzu.
Ab 1910 wurden Turmdrehkrane mit Biegebalkenausleger auf Portalunterwagen entwickelt und ab 1912 mit recht großem Erfolg auf den Markt gebracht. Diese Geräte gehören mit zu den ersten als Bau- oder Turmdrehkran überhaupt zu bezeichnenden Konstruktionen. Ab etwa 1952 entwickelte und produzierte Kaiser zusätzlich untendrehende Turmdrehkrane mit Nadelausleger, die eine große Verbreitung fanden. Anfang der 1960er Jahre vollbringt die Firma Kaiser mit der Entwicklung eines obendrehenden Turmkrans mit knickbarem Katzausleger eine weitere konstruktive Pionierleistung. Das erste Modell war der HBK 50.1. Krane dieser Bauart waren in der Bauindustrie bis in die 1980er Jahre sehr erfolgreich. Namhafte Bauunternehmen wie Philipp Holzmann, Beton- und Monierbau, Hochtief usw. setzten diese Krane ein. Auf Basis dieses Kransystems wurden weitere Krantypen entwickelt, es folgten der HBK 70.1, HBK 90.1, HBK 100.1, HBK 130.1, HBK 150.1 und der größte im Kranprogramm – der HBK 160.1. Auch wurden in den 1970er Jahren Krane mit starrem Katzausleger entwickelt, die HBS-Reihe mit um etwa eine Turmbreite nach hinten versetzten Oberturm. Patentiert war auch das Klettern der HBK- und HBS-Reihe, die Turmteile wurden mittels eigenem Ausleger durch den Drehkranz auf den Turm gesetzt. So konnte der Kran sich am aufgestockten Turm dann selbständig hochziehen. Als das Patent der Knickausleger auslief, wurden Krane dieser Bauart auch von Peiner (SKK-Baureihe) und Liebherr (HC-K-Baureihe) nachgebaut.
Die OTTO KAISER ging 1984 in Konkurs und der Kranbau wurde dann von der ELBA aus Ettlingen als ELBA-KAISER weiter geführt. Durch fehlende Weiterentwicklung und veraltete Technik (seit den 1970er Jahren unverändert) wurde der Kranbau 1994 eingestellt. Die über die Jahre fast 100 eingereichten Patente konnten das Ende nicht aufhalten.

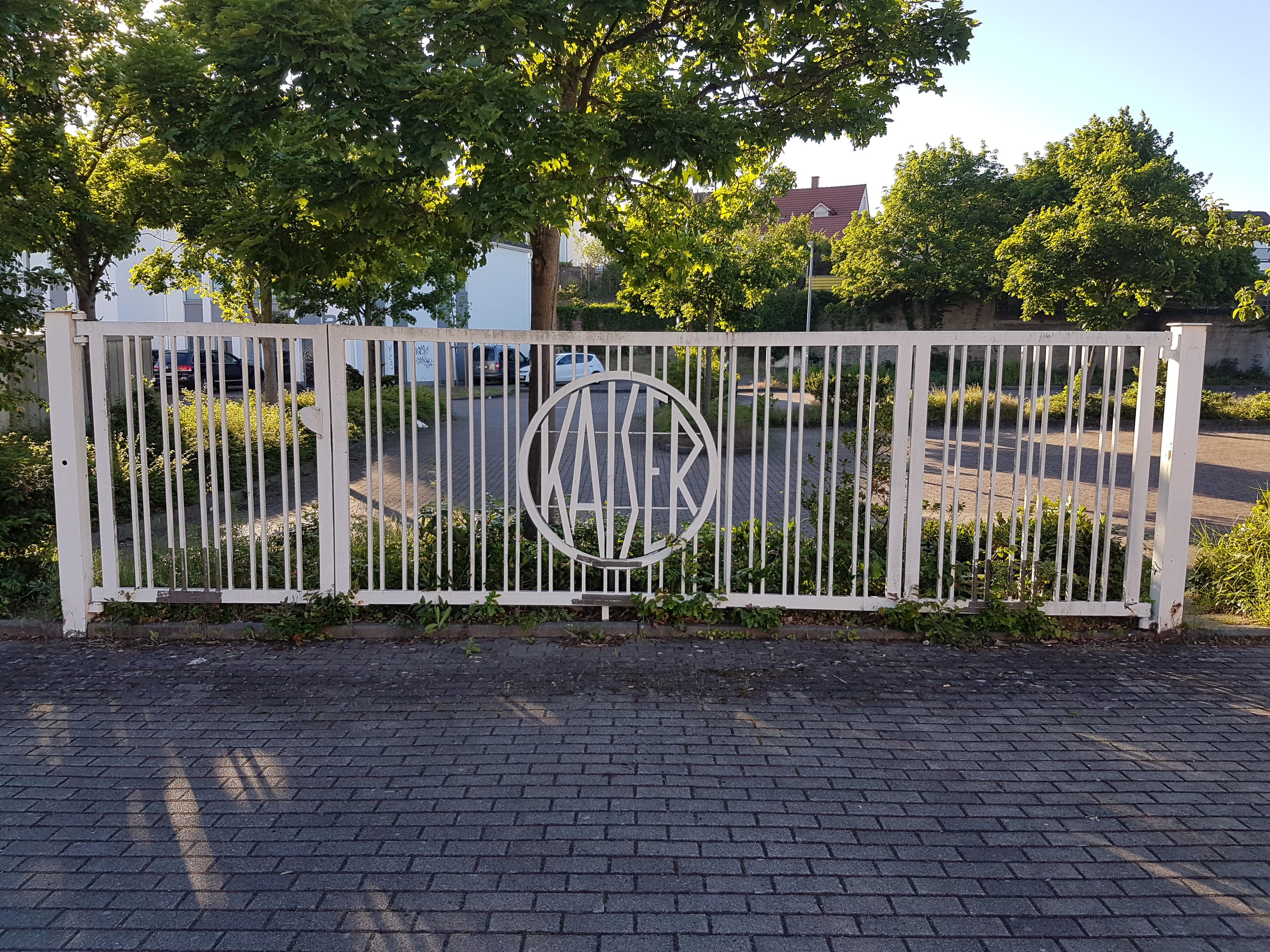
Tor mit Logo der Maschinenfabrik Otto Kaiser

Auch heute noch ist auf dem ehemaligen Werksgelände in St. Ingbert ein Tor mit dem Firmenlogo zu finden.

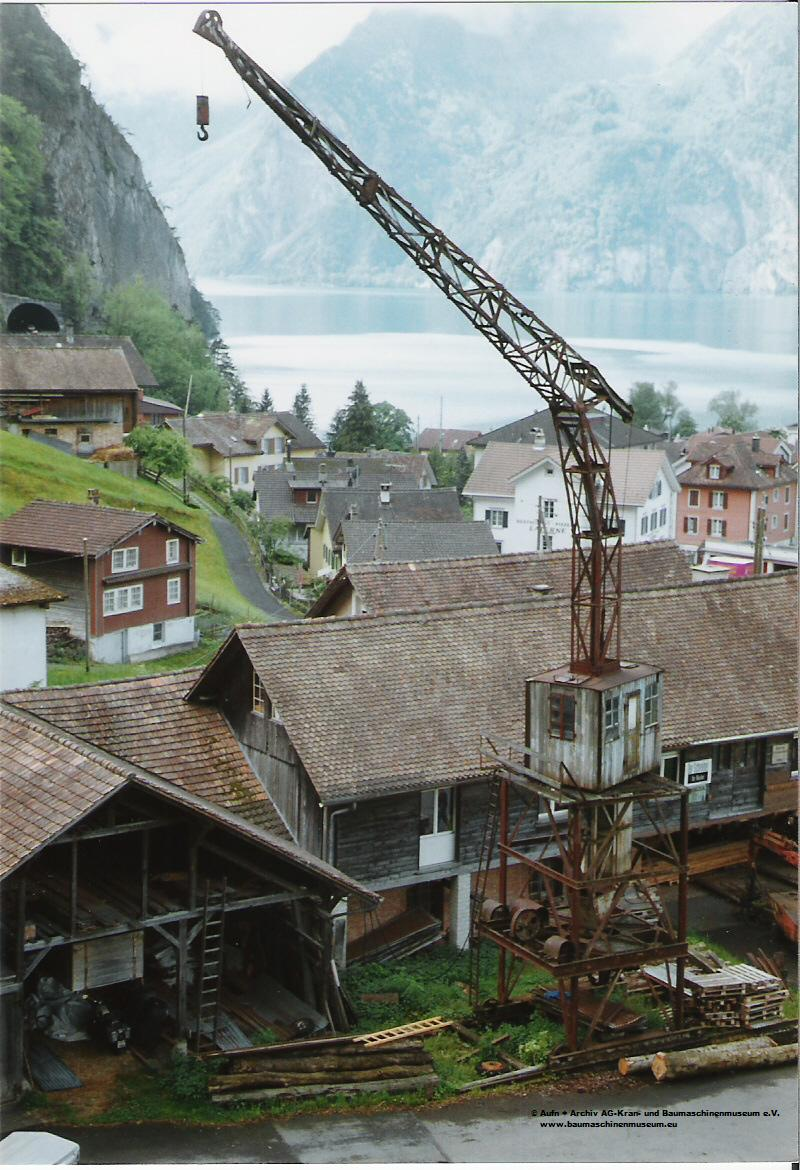
Kaiser Ur-Baukran von 1912, Typ TK B (Lizenz Brun)
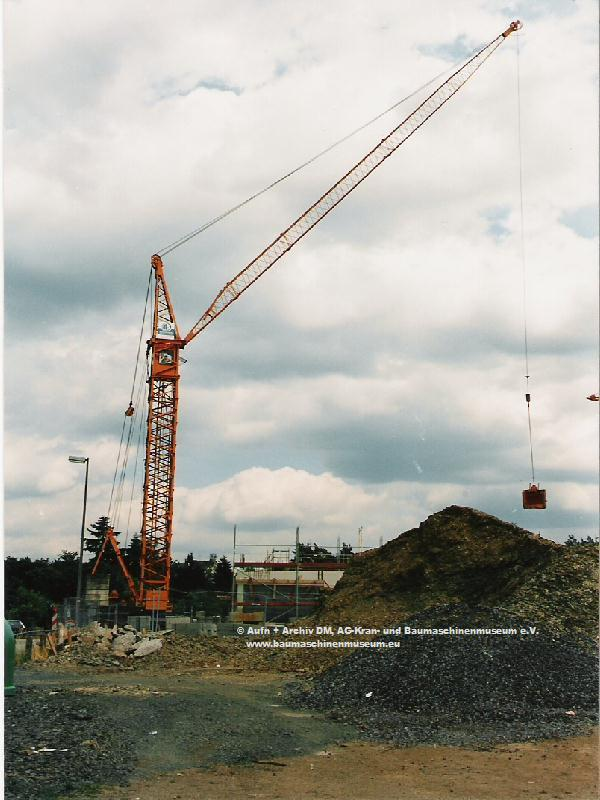
Kaiser Nadelauslegerkran, Typ TK 56/90 V+VA
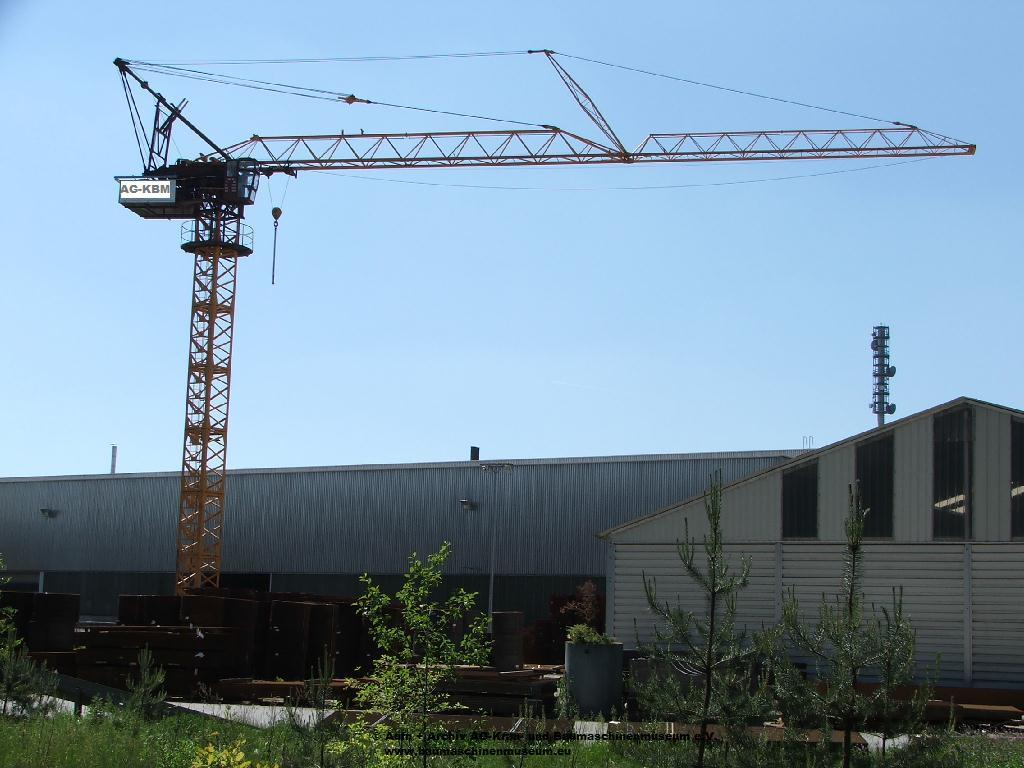
Kaiser Obendreherkran mit Knickausleger HBK 50.1
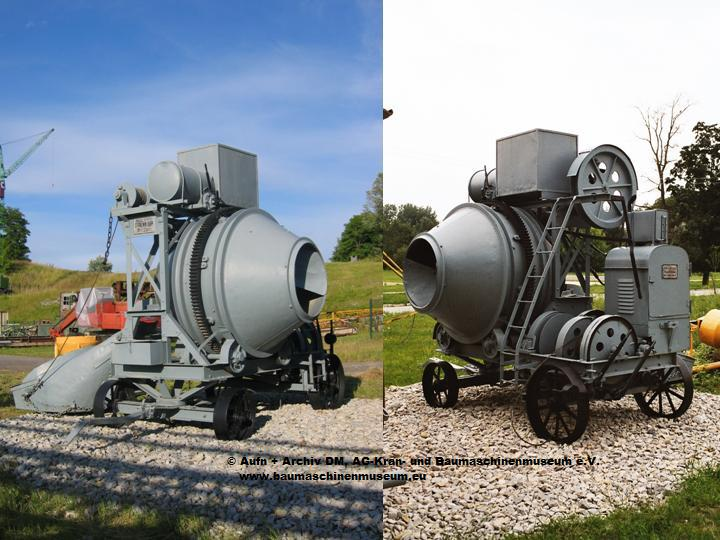
Mischanlage, Fabrikat Otto Kaiser, Typ 30/500, Baujahr 1936 (Museumsexponat AG-KBM)